# NGC 3141
NGC 3141 je galaksija u zviježđu Vodenoj zmiji.

## Vanjske poveznice
- SEDS: NGC 3141